# فالي غراندي
فالي غراندي (بالإنجليزية: Valley Grande)‏ هي مدينة أمريكية تقع في ولاية ألاباما.ويبلغ عدد سكانها 4020 نسمة حسب إحصاء سنة 2010 م.